# Palais Akropolis
Pour les articles homonymes, voir Acropolis (homonymie).
Le Palais Akropolis est un bâtiment d'angle moderniste, relativement monumental du quartier Zizkov de Prague. Le rez-de-chaussée du palais abrite la salle Akropolis, où se déroulent principalement des concerts de rock et de métal.

## Histoire

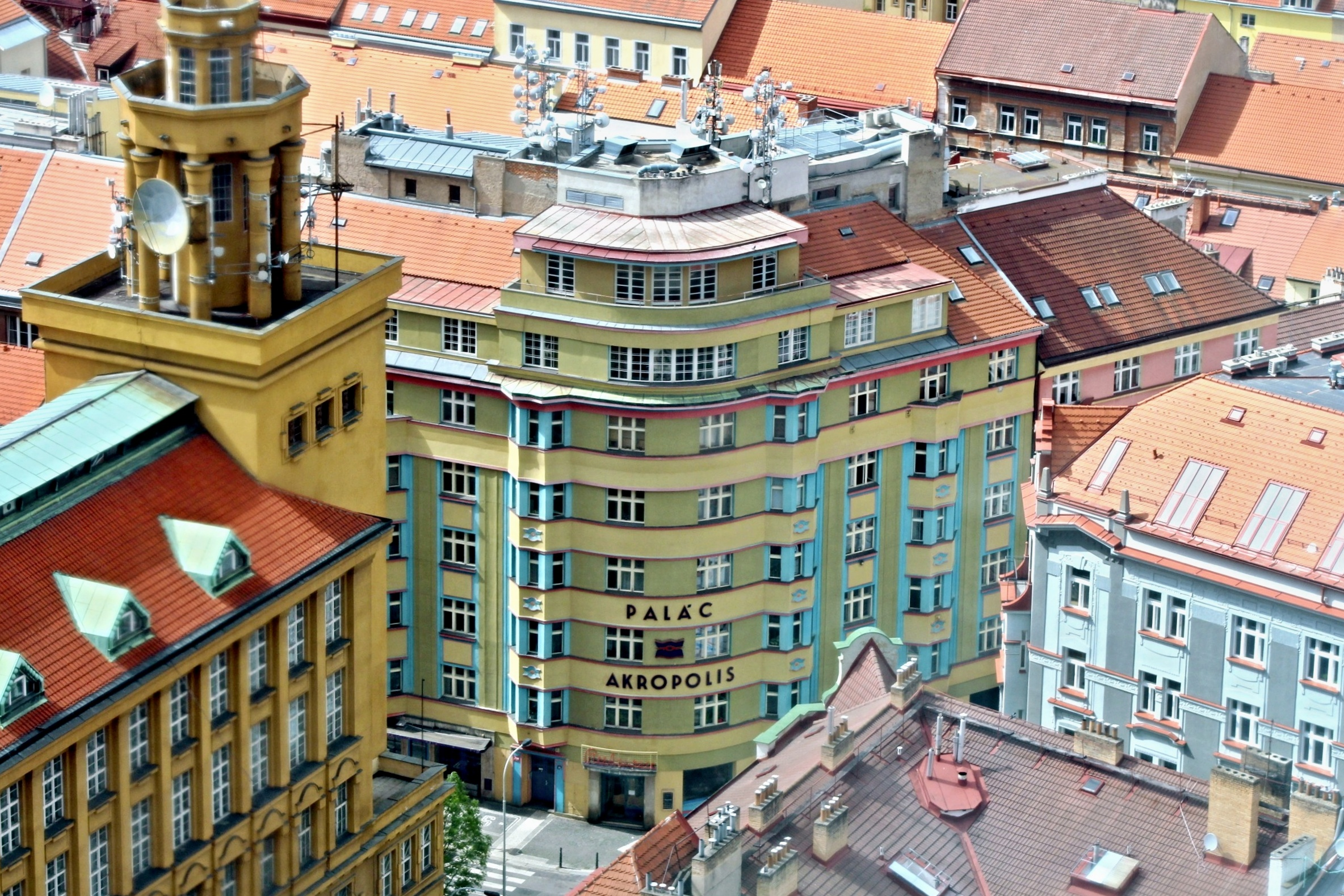
Localisation du palais dans le tissu urbain de Žižkov. Vue de la tour de télévision de Žižkov.

L’architecte Rudolf V. Svoboda a commencé à construire la bâtisse en mars 1927. La maison devait inclure des locaux avec café et salle de théâtre.
La plupart des résidents permanents du palais Akropolis venaient principalement de la haute bourgeoisie pragoise de l’époque et les appartements du palais étaient relativement confortables.
Au cours de la Grande Dépression l'architecte Svoboda a été forcé de vendre l'Akropolis. Le palais a été acheté par la Iron Burial Society et le théâtre est presque tombé dans l'oubli. Le Prague Theatre Comedy Ensemble, dirigé par Prokop Laitrich, a alors loué le palais et la nouvelle salle a été rouverte le 23 janvier 1928. Le théâtre Akropolis a ensuite résidé ici sous la direction de divers entrepreneurs jusqu'en 1940.

## Propriété
Environ 75%  appartenant au politicien et entrepreneur Pavel Hurda par l'intermédiaire de Art Frame Palac Akropolis s.r.o., et au Centre de la culture indépendante Palác Akropolis. Le reste appartient aux propriétaires des appartements.

## Liens